# Маркевич Олександр Прокопович
Олександр Прокопович Маркевич (6 (19) березня 1905, с. Плоске, Таращанський повіт, Київщина — 23 квітня 1999, Київ) — український зоолог і паразитолог, академік НАН України (1957), професор (1934), доктор біологічних наук (1939). Заслужений діяч науки і техніки України (1965), лауреат державної премії УРСР (1988) і золотої медалі Вищої сільськогосподарської школи Брно (Чехословаччина, 1966).
Автор понад 700 наукових праць, зокрема 25 монографій. Описав кілька десятків нових для науки видів та надвидових таксонів з різноманітних груп безхребетних тварин, переважно паразитичних веслоногих ракоподібних. Кілька років очолював Інститут зоології АН УРСР і протягом більш ніж 40 років був завідувачем паразитологічних відділів у цій установі, одночасно з цим протягом 1935—1961 років очолював кафедру зоології безхребетних біологічного факультету Київського університету, у 1936—1947 роках був також проректором з наукової роботи Київського університету.

## Життєпис
Народився 19 березня 1905 року в селі Плоске Таращанського повіту Київської губернії. Батько, Прокіп Матвійович, українець, належав до духовного сану, був псаломщиком. Мати, Марія Ієреміївна Бордашевська, походила з родини збіднілої польської шляхти. Батьки одружилися у 1886 році. У родини було 8 дітей, Олександр Прокопович був п'ятим. У 1906 році родина перебралася у сусіднє село Насташка, де пройшли дитячі роки О. П. Маркевича.
У 1912-1915 роках навчався у церковноприходській школі в Несташці і протягом 1915-1918 років — в Києво-Софійському духовному училищі, що розміщувалося в Бурсі Софії Київської (ліквідовано в ході революції).
Протягом 1920-1921 років навчався у трудовій школі в місті Біла Церква і закінчивши її того ж року поступив у Білоцерківський педагогічний технікум. З 1922 року займався вивченням риб під керівництвом професора Ф. Д. Великохатька, виконав дипломну роботу на тему «Риби річки Рось». Також під час навчання підробляв препаратором у місцевому краєзнавчому музеї, куди був влаштований професором Великохатьком. Після закінчення Білоцерківського технікуму в 1925 році працював один рік вчителем у школі в селищі Ставище.
У 1926 році вступив на біологічне відділення Київського інституту народної освіти (що складався з кафедр розформованого Київського університету). Вже в перший рік навчання почав зоологічні дослідження, спочатку щодо альбінізму у птахів під керівництвом професора В. М. Артоболевського. У 1927 році, через скрутне фінансове становище та непридатні для життя умови в гуртожитку, був змушений перервати навчання і півроку працював директором школи в селищі Дмитрівка (Чернігівська область). Після цього поновив навчання в університеті. Одночасно з навчанням працював на Дніпровській гідробіологічній станції ВУАН, яку очолював завідувач університетської кафедри зоології безхребетних Д. Є. Белінг, обробляв колекції ракоподібних, брав участь у наукових експедиціях під керівництвом професора Белінга. Саме тоді почав цікавитися паразитами риб. Протягом навчання великий вплив на формування науковця мали професори М. М. Воскобойников та І. І. Шмальгаузен. У 1930 році з відзнакою закінчив університет і був рекомендований вченою радою агробіологічного відділення в аспірантуру до академіка І. І. Шмальгаузен, але вакансії аспіранта в тому році на кафедрі не було. За сприяння І. І. Шмальгаузена О. П. Маркевич поступив до аспірантури в Інститут іхтіології в Ленінграді. Науковим керівником О. П. Маркевича там був видатний радянський зоолог професор В. О. Догель.
У 1931 році достроково закінчив аспірантуру, захистив дисертаційну роботу і був 16 листопада 1931 року затверджений старшим науковим співробітником Іхтіологічного інституту, пізніше реорганізованого у Всесоюзний науково-дослідний інститут озерного і річкового рибного господарства.
Паралельно з науковою роботою О. П. Маркевич починає в Ленінграді педагогічну роботу у вищій школі. З 1931 року він читав курс «Хвороби риб» у Ленінградському рибно-промисловому технікумі. У 1933 р. О. П. Маркевич був запрошений у Ленінградський хіміко-технологічний інститут харчової промисловості спочатку на посаду доцента, а з 1934 р. — професора біології. У 1935 р. Вчена рада Ленінградського державного університету за сукупністю наукових робіт присвоїла О. П. Маркевичу без захисту дисертації вчений ступінь кандидата біологічних наук.
Весною 1935 р. Олександр Прокопович повернувся в Україну. Він був запрошений на роботу в Інститут зоології АН УРСР. Тут він був призначений 10 квітня 1935 р. завідувачем секції морфології безхребетних тварин у відділі порівняльної морфології, який очолював М. М. Воскобойников. З 3 квітня 1937 р. О. П. Маркевич очолив новоорганізований відділ паразитології цього інституту.
У 1939 р. О. П. Маркевич був запрошений в Київський державний університет імені Т. Г. Шевченка професором зоології безхребетних біологічного факультету. У серпні 1936 р., після смерті відомого ентомолога професора О. Г. Лебедєва, що завідував кафедрою зоології безхребетних, О. П. Маркевичу було доручено очолити кафедру. З того часу професор О. П. Маркевич беззмінно завідував кафедрою зоології безхребетних до 1960 року.
У 1939 р. О. П. Маркевич з великим успіхом захистив у Київському університеті докторську дисертацію на тему «Паразитичні веслоногі Союзу РСР і суміжних країн», після чого йому було присвоєно вчений ступінь доктора біологічних наук.
З 1945 по 1950 р. він завідував також кафедрою паразитології і інвазивних хвороб у Київському ветеринарному інституті (зараз ветеринарний факультет Національного університету біоресурсів і природокористування України).
У 1950 р. професор О. П. Маркевич був вибраний членом-кореспондентом Академії наук Української РСР.
Професор О. П. Маркевич є автором великої кількості наукових робіт з паразитології, хвороб риб і зоології безхребетних. Дослідження О. П. Маркевича в царині іхтіопаразитології, здійснені в довоєнні роки, були ним підсумовані у великій монографії «Паразитофауна і паразитарні захворювання прісноводих риб СРСР» (1937), яка була премійована як на Всеукраїнському, так і на Всесоюзному конкурсах молодих учених.
У роки Німецько-радянської війни, знаходячись в евакуації в м. Уфі, а потім в Москві. О. П. Маркевич і його співробітники працювали головним чином над питаннями, актуальними для практики тваринництва. У післявоєнні роки О. П. Маркевич, його учні і співробітники працюють у Київському державному університеті і в Інституті зоології Академії наук УРСР головним чином в галузі ветеринарної паразитології і іхтіопаразитології, а також карцинології. Особливу увагу О. П. Маркевич і його співробітники (професор. Р. С. Чоботарьов і ін.) приділяють вирішенню проблем паразитології, пов'язаних з розвитком тваринництва.
О. П. Маркевич був досвідченим фахівцем із паразитичних веслоногих ракоподібних. О. П. Маркевич описав багато нових видів і родів веслоногих ракоподібних, з'ясував надзвичайно заплутану синоніміку багатьох видів, намітив основні напрями еволюції цих тварин. Велику наукову цінність у цій галузі мають такі праці О. П. Маркевича, як його докторська дисертація «Паразитичні веслоногі СРСР і суміжних країн» (1939) і велика монографія «Copepoda parasitica прісних вод СРСР» (1937).
О. П. Маркевич велику увагу приділяв розробці питань філогенії тваринного світу. Зокрема, в цій галузі він написав цінну книгу «Філогенія тваринного світу» (1953) і цікаву роботу «Проблема походження простих (Protozoa)» (1954).

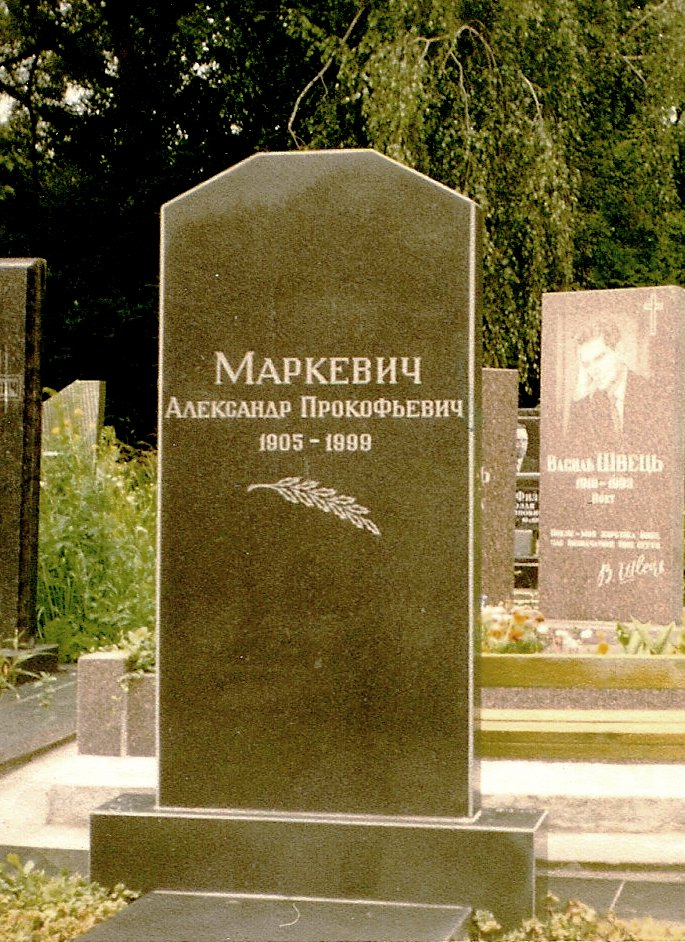
Могила Олександра Маркевича

Перу Маркевича належить також багато цінних посібників і зведень із зоології безхребетних і паразитології. До таких його праць, окрім згаданих вище, належить капітальний посібник «Основи паразитології», виданий у 1950 р., монографія «Хвороби прісноводних риб» (1940) і цінне зведення «Сучасний стан і чергові завдання паразитологічної науки на Україні» (1947).
Професор О. П. Маркевич вів велику роботу з підготовки кадрів по зоології безхребетних і паразитології. Його змістовні лекції викликали великий інтерес студентів. Багато хто з його учнів і співробітників успішно захистив кандидатські дисертації. Олександр Прокопович Маркевич дуже багато працював в галузі організації і планування зоологічних і паразитологій досліджень в Україні, вів велику суспільну роботу.
О. П. Маркевич помер після тяжкої хвороби 23 квітня 1999 р., похований на Байковому кладовищі (ділянка № 49а, 50°25′0.80″ пн. ш. 30°30′5.90″ сх. д. / 50.4168889° пн. ш. 30.5016389° сх. д.).

## Наукова діяльність за кордоном
Про свою працю на Півночі Африки академік О. П. Маркевич згодом писав у своїх спогадах: «За запрошенням Вищої Наукової ради ОАР (Об'єднанної Арабської Республіки) працював експертом з питань паразитології в Національному Центрі Республіки (директор — професор А. Р. Турки) у Відділі тваринництва (завідувач — професор М. Р. Шагат). У складі Відділу тваринництва була лабораторія паразитології, якою керував доцент М. К. Селім. В цій лабораторії, головним чином, і протікала моя робота».
У 1960-ти роки перед паразитологією ОАР стояли завдання, виконання яких сприяло би значному розвитку охорони здоров'я громадян держави, різкому підвищенню продуктивності їх праці, розвитку тваринництва. Виникла потреба у таких науковцях-професіоналах, як Олександр Прокопович Маркевич. За рішенням АН СРСР з науковою місією до Єгипту вирушив досвідчений паразитолог О. П. Маркевич. Перший раз він працював у Єгипті з 12.X.1964 по 3.VIII.1965. У цей час він обіймав посаду професора Відділення зоології Каїрського університету. Другий раз — з 23.XII.1966 по 16.VI.1967 — на запрошення Вищої Наукової ради ОАР, О. П. Маркевич працював, як експерт з питань паразитології, у Відділі тваринництва. О. П. Маркевичем під час перебування в ОАР було досліджено велику кількість риб на наявність ектопаразитів, в першу чергу Copepoda parasiticae, ці досліди дозволили академіку О. П. Маркевичу скласти монографічне зведення для Палеарктики. Окрім проведення іхтіопаразитологічних досліджень, Олександр Прокопович Маркевич цікавився станом рибогосподарської науки та практики в ОАР і на прохання міністра з наукових досліджень подав доповідну записку, яка висвітлювала сучасний стан і завдання реконструкції рибного господарства Об'єднанної Арабської Республіки.

## Основні наукові праці

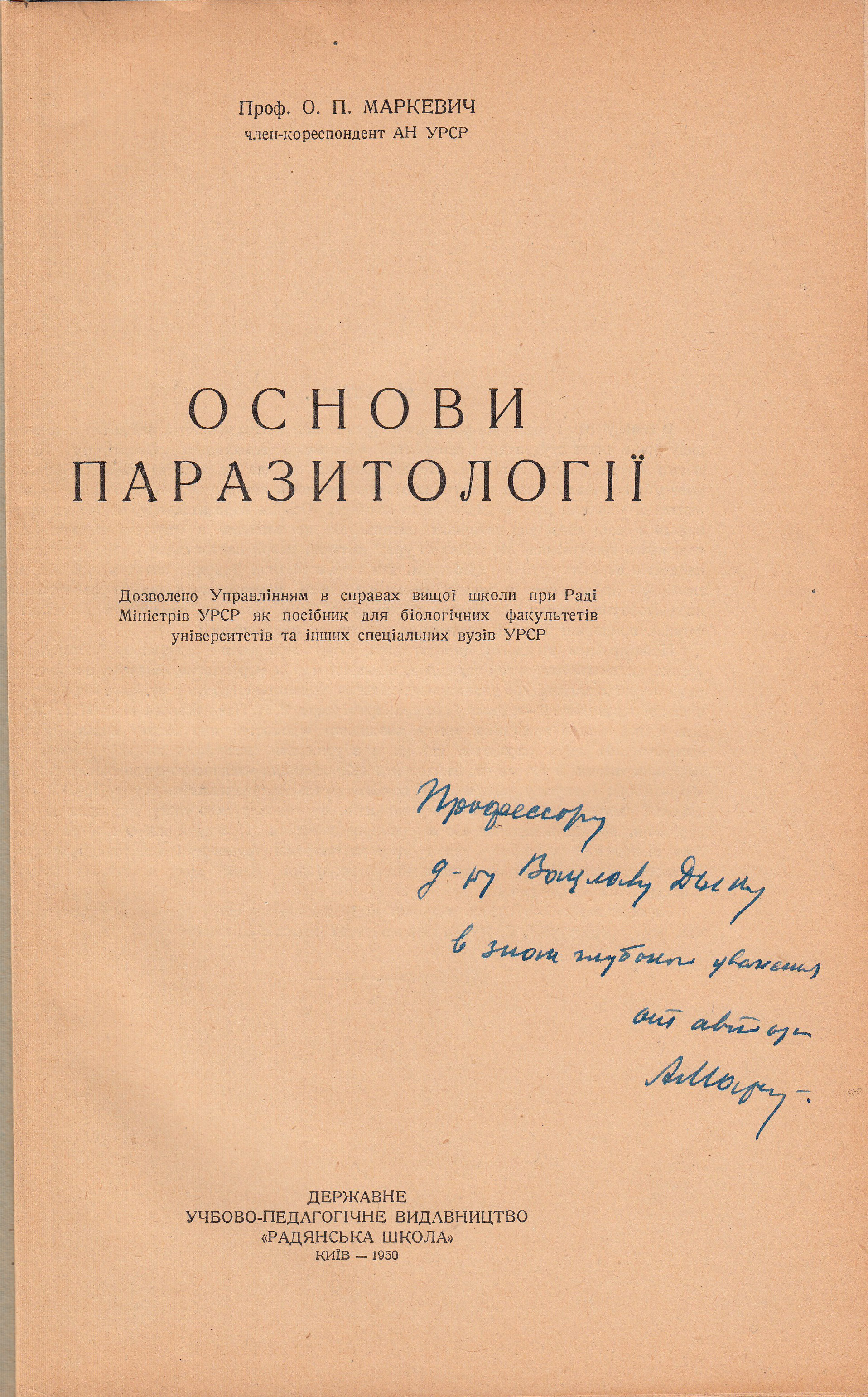
Титульна сторінка підручника авторства О. П. Маркевича, із автографом для проф. Вацлава Дика (Інститут паразитології АН Чеської республіки)

- Markevich, A. P., 1931, «Parasitische Copepoden und Branchiuren des Aralsees, nebst systematische Bemerkungen über die Gattung Ergasilus Nordmann» // Zoologischer Anzeiger Volume: 96(5-6): 121—143, figs. 1-8. (1-x-1931);
- Markevich, A.P., 1933, «Tracheliastes soldatovi nov. sp., a new copepod parasitic on sturgeons of the Amur River» // Bulletin of the Fan Memorial Institute of Biology, Zoology, Volume: 4(5):241-258, figs. 1-7, pl. 1. (English and Chinese);
- Markevich, A. P., 1934, Les maladies parasitaires des poissons de la Province de Leningrad, All-Union Cooperative United Publishing House, Leningrad and Moscow Volume: :3-100;
- Markewitsch, A. P., 1934, «Die Schmarotzerkrebse der Fische der Ukraine» // Annales Musei Zoologici Polonici, 10, 223—249;
- Markevich, A.P., 1934, «Descrizione di due specie nuove di Ergasilus provenienti della Russia (U.R.S.S.). Copepodi parassiti» // Memorie della Società Entomologica Italiana Volume: 12:129-141, figs. 1-18;
- Markevich, A.P., 1936, «Il genere Basanistes Nordmann, 1832 (Copepodi parassiti)» // Atti della Società Italiana della Scienze Naturali, Volume: 75:227-242, figs. 1-8;
- Markevich, A. P., 1937, Copepoda Parasitica of Freshwaters of USSR (Kiev: Akademii Nauk. Ukrainskoj SSR), 223 pp.;
- Маркевич О. П. — «Copepoda parasitica прісних вод СРСР», К., Вид-во АН УРСР, 1937, 222 с.;
- Маркевич О. П. — «Хвороби прісноводних риб», К.-Львів, Вид-во АН УРСР, 1940, 167 с.;
- Маркевич А. П. — «Гельминтофауна рыб Днепра в районе Канева» // Наукові записки Київського Гос.університету, 1949, Т. VIII, с. 8-12;
- Маркевич О. П. — «Основи паразитології», К., 1950;
- Маркевич А. П. — «Паразитофауна пресноводных рыб УССР», К.: АН УССР, 1951;
- Markevich, A. P. 1951. Parasitic fauna of freshwater fish of the Ukrainian S.S.R. Akademiya Nauk Ukrainskoi SSR, Institut Zoologii, Kiev, 375 pp. Translated from Russian by N. Rafael, Israel Program for Scientific Translations. Office of Technical Series, U.S. Department of Commerce, Washington, D.C. 388 pp.;
- Маркевич О. П. — «Основи паразитології: Посібник».- К.: Наук. думка, 1953.- 287 с.;
- Маркевич О. П., Короткий И. I. — «Визначник прісноводних риб УРСР», К., 1954;
- Маркевич А. П. — «Паразитические веслоногие рыб СССР», К., 1956;
- Markevich, A. P., 1963, Parasitic fauna of freshwater fish of the Ukrainian SSR. Israel Program Scient. Trans. Jerusalem Volume: :1-388, figs. 1-257. (Translation of: Markevich (= Markewitsch), A. P., 1956);
- Маркевич А. П. — «Развитие животного мира», ч. 1, К., 1957;
- Markevich, A. P., 1959, «Parasitic copepods of fishes in the U.S.S.R. and the peculiarities of their distribution», In: Proceedings of the XV. International Congress of Zoology (London), Volume: : 669—671;
- Маркевич О. П. — «Філогенія тваринного світу». К., 1964;
- Markevich, A.P., 1976, Parasitic copepodes on the fishes of the USSR, Indian National Scientific Documentation Centre, New Delhi; for the Smithsonian Institution and the National Science Foundation, Washington, DC (English translation) Volume: 445 pp.;
- Маркевич А. П., Татарко К. И. Русско-украинско-латинский зоологический словарь. Терминология и номенклатура. — Киев: Наукова думка, 1983. — 412 с. (Маркевич О. П., Татарко К. І. — «Російсько-український-латинський словник зоологічної термінології і номенклатури», — Київ: Наук. думка, 1983, 412 с.).

## Керівництво дисертаціями
Під керівництвом О. П. Маркевича підготовлено і захищено велику кількість дисертацій, присвячених різним групам безхребетних тварин, переважно паразитичних, зокрема, серед інших, він керував дисертаційними роботами таких фахівців (хоча багато з перерахованих науковців захистили згодом і докторські дисертації, у їх докторських авторефератах не вказувався консультант):
- Смогоржевська Лідія Олексіївна (гельмінти птахів, 1954)
- Бродський Семен Якович (річкові раки, 1954)
- Кулаківська Ольга Петрівна (паразити прісноводних риб, 1955)
- Щербак Галина Йосипівна (тоді Пірняк, кліщі гризунів, 1959)
- Монченко Владислав Іванович (вільноживучі веслоногі ракоподібні, 1962)
- Гуща Георгій Йосипович (кліщі гризунів, 1962)
- Шарпило Віктор Петрович (гельмінти рептилій, 1964)
- Ісков Михайло Петрович (паразити прісноводних риб, 1965)
- Овандер Елеонора Миколаївна (вільноживучі кліщі, 1965)
- Корнюшин Вадим Васильович (цестоди птахів, 1967, другий керівник Л. О. Смогоржевська)
- Сергієнко Галина Дмитрівна (воші, 1967)
- Іскова Надія Іванівна (трематоди птахів, 1968, другий керівник Л. О. Смогоржевська)
- Костенко Світлана Михайлівна (паразитичні інфузорії риб, 1968)
- Сігарьова Діна Дмитрівна (нематоди рослин, 1970)
- Двойнос Григорій Митрофанович (гельмінти коневих, 1972, другий керівник О. С. Коротич)
- Шарпило Лідія Дмитрівна (гельмінти гризунів, 1978, другий керівник Л. О. Смогоржевська)
- Титар Володимир Михайлович (паразитичні веслоногі ракоподібні риб, 1984)
- Бошко Олена Георгіївна (симбіонти річкових раків, 1986)
- Чернишева Анастасія Олегівна (цестоди риб, 1987, другий керівник П. М. Мажуга)
- Палієнко Любов Павлівна (евгленові паразити ракоподібних, 1994, другий керівник В. І. Монченко)

## Описані нові таксони

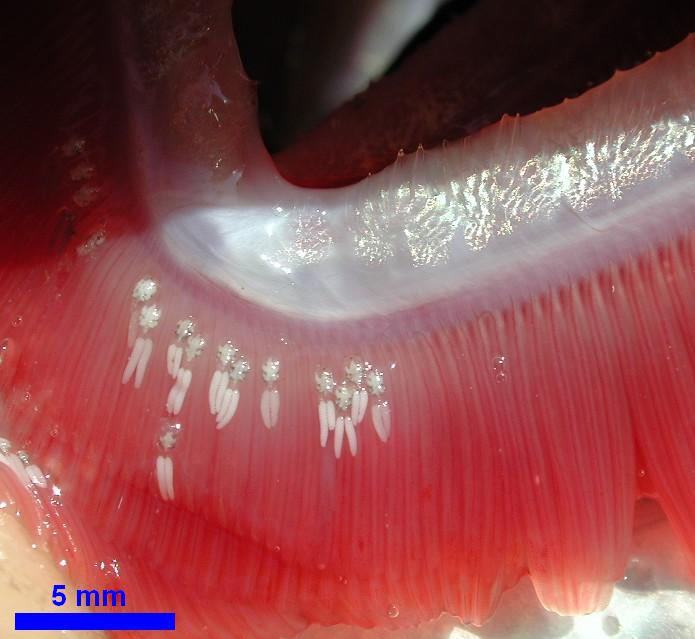
Паразитичні копеподи роду Ergasilus на зябрах щуки

О. П. Маркевич описав велику кількість нових таксонів, зокрема перераховані нижче (наведено, імовірно, не повний перелік). Оскільки в різних працях Олександр Прокопович використовував різні транслітерації свого прізвища латиницею, немає загальноприйнятого написання його прізвища у комбінації з введеними ним новими назвами, для ракоподібних найбільш вживане написання «Markevich», але часто використовується також написання «Markewitsch», іноді також «Markewich».

### Нові види
- Веслоногі ракоподібні
  - Ergasilus briani Markevich, 1932
  - Ergasilus wilsoni Markevich, 1933
  - Tracheliastes soldatovi Markevich, 1933 — зараз Pseudotracheliastes soldatovi (Markevich, 1933)
  - Ergasilus ponticus Markevich, 1934
  - Achtheres strigatus Markevich, 1936 — зараз Salmincola strigatus (Markevich, 1936)
  - Basanistes briani Markevich, 1936
  - Basanistes enodis Markevich, 1936
  - Basanistes woskobojnikovi Markevich, 1936
  - Cardiodectes hardenbergi Markevich, 1936
  - Coregonicola producta Markevich, 1936
  - Lamproglena compacta Markevich, 1936
  - Lamproglena orientalis Markevich, 1936
  - Salmincola stellatus Markevich, 1936
  - Tracheliastes sachalinensis Markevich, 1936
  - Paraergasilus rylovi Markevich, 1937
  - Brachiella annulata Markevich, 1940 — зараз Parabrachiella annulata (Markevich, 1940)
  - Brachiochondrites longicollis Markevich, 1940
  - Caligopsis ponticus Markevich, 1940 — зараз Markevichus ponticus (Markevich, 1940)
  - Ergasilus auritus Markevich, 1940
  - Ergasilus scalaris Markevich, 1940
  - Ergasilus tumidus Markevich, 1940
  - Pseudergasilus major Markevich, 1940 — зараз Sinergasilus major (Markevich, 1940)
  - Pseudergasilus polycolpus Markevich, 1940 — зараз Sinergasilus polycolpus (Markevich, 1940)
  - Pseudergasilus undulatus Markevich, 1940 — зараз Sinergasilus undulatus (Markevich, 1940)
  - Rylovia argutula Markevich, 1940 — зараз  Acanthochondria argutula (Markevich, 1940)
  - Salmincola lata Markevich, 1940
  - Salmincola smirnovi Markevich, 1940
  - Tracheliastes longicollis Markevich, 1940
  - Vermiclavella elongata Markewitsch, 1940
  - Pseudolepeophtheirus longicauda Markevich, 1941
  - Ergasilus anchoratus Markevich, 1946
  - Coregonicola orientalis Markevich et Bauer, 1950
  - Salmincola jacutica Markevich et Bauer, 1950
  - Acanthochondria compacta Markevich, 1956
  - Chondracanthopsis multituberculatus Markevich, 1956 — зараз Chondracanthus multituberculatus (Markevich, 1956)
  - Ergasilus gobiorum Markevich et Sukhnenko, 1967
- Моногенеї
  - Dactylogyrus nybelini Markevich, 1933
- Трематоди
  - Ancyrocephalus bychowskii Markevich, 1934
- Міксоспоридії
  - Lentospora branchialis Markewitsch, 1932 — зараз Myxobolus branchialis (Markewitsch, 1932)

### Надвидові таксони
- Веслоногі ракоподібні
  - Coregonicola Markevich, 1936
  - Paraergasilus Markevich, 1937
  - Brachiochondrites Markevich, 1940
  - Caligopsis Markevich, 1940
  - Pseudolepeophtheirus Markevich, 1940
  - Rylovia Markevich, 1940
  - Vermiclavella Markevitch, 1940
  - Pseudotracheliastes Markevich, 1956
- Коловертки
  - Clariidae Kutikova, Markevich et Spiridonov, 1990 (згідно рішення Міжнародної комісії зоологічної номенклатури у 2003 році написання назви змінено на Clariaidae зі збереженням авторства для уникнення омонімії з такою ж більш ранньою назвою родини риб)

## Таксони, названі на честь О.П.Маркевича
Про великий авторитет, яким користувався академік О. П. Маркевич серед колег, учнів та послідовників, свідчить те, що на його честь названо багато видів та родів тварин.
- Види: Preudorhadinorhynchus markewitschi Achmerov et Dombrovskaja-Achmerova, 1941; Asymphylodora markewitschi Kulakowskaja, 1947; Allocreadium markewitschi Kowal, 1949; Trypanosoma markewitschi Lubinsky et Salewskaja, 1950; Gyrodactylus markewitschi Kulakowskaja, 1952; Diorchis markewitschi Patschenko, 1952; Cryptobia markewitschi Schapoval, 1953; Myxobolus markewitschi Palij, 1953; Phyllodistomum markewitschi Pigulevsky, 1953; Helicometra markewitschi Pogorelzeva, 1954; Dactylogyrus markewitschi Gussev, 1955; Entamoeba markewitschi Chebotarev, 1956; Laelaspis markewitschi Pirianyk, 1958; Stephanoproraoides markewitschi Sharpilo L. et V., 1959; Pseudoxiphydria markewitschi Jermolenko, 1960; Charopinus markewitschi Gussev, 1961; Sphaerospora markewitschi Donec, 1962; Diplozoon markewitschi Bychowsky, Gintovt et Koval, 1964; Pseudoanthocotyle markewitschi Nikolaeva et Pogorelzeva, 1965; Chloromyxum markewitschi Butabayeva et Allamuratov, 1965; Henneguya markewitschi Allamuratov, 1965; Lepronyssoides markewitschi Vshivkov, 1965; Vitta alexandri Kornyushin, 1966; Lamproglena markewitschi Sukhenko et Allamuratov, 1966; Aeolosoma markewitschi Boshko et Pashkevichute, 1975; Heteronychia markewitschi Verves, 1975; Paraergasilus markevichi Titar et Chernogorenko, 1982; Lopastoma markevichi Kurochkin et Korotaeva, in Polyanskij, 1982; Ceratomyxa markewitchi Iskov et Karataev, 1984, Sinuolinea markevitshi Iskov et Karataev, 1985.
- Роди
  - Markevitschiella Skrjabin et Koval, 1957
  - Markewitschia Yamaguti, 1963
  - Markewitschia Kulakowskaja et Achmerov, 1965
  - Markewitschiana Allamuratov et Koval, 1967
  - Markewitschella Spassky et Spasskaja, 1972
  - Markewitschitaenia Sharpilo et Kornjuschin, 1975
  - Markevitschielinus Tytar, 1975
  - Markevichus Özdikmen, 2008
- Підродина
  - Markewitschiellinae Skrjabin et Koval, 1957

## Пам'ять
Науково-практична конференція, присвячена 100-річчю з дня народження Олександра Маркевича, відбулася 19-24 вересня 2005 р. в м. Севастополі на базі оздоровчого центру, розташованого в живописній бухті Ласпі. Паразитологи України, члени Українського наукового товариства паразитологів (УНТП), що об'єднує фахівців в галузі загальної, медичної, ветеринарної та агрономічної паразитології, зібралися для того, щоб віддати шану пам'яті засновникові цього товариства академікові О. П. Маркевичу, який з 1945 р. та до кінця життя (1999 р.) був президентом УНТП.

## Нагороди
- Орден Трудового Червоного Прапора (1954)
- Орден «Знак Пошани» (1968)
- Державна премія України в галузі науки і техніки (1988) — за «Російсько-українсько-латинський зоологічний словник. Термінологія і номенклатура», опублікований у 1983 році (спільно з Костянтином Татарком)[2].